# Mittelwellensender Helpterberg
Der Mittelwellensender Helpterberg wurde Ende der 1970er-Jahre errichtet und bestand aus drei in einer Reihe angeordneten abgespannten Sendemasten, welche zwei T-Antennen trugen, in den Helpter Bergen nahe dem Fernmeldeturm Helpterberg bei Woldegk. In den zeitgenössischen Sendertabellen war diese Sendeanlage unter der Bezeichnung „Neubrandenburg“ verzeichnet.
Hier sollte ursprünglich eine Großsenderanlage der DDR entstehen, von der die nationalen Programme mit bis zu 2 MW abgestrahlt worden wären. Dazu kam es aber nie und so diente der Mittelwellensender Helpterberg lediglich als leistungsschwacher Füllsender für Vorpommern. Zunächst kam von 1978 an der Berliner Rundfunk auf der Frequenz 657 kHz mit 20 kW von hier, von 1980 an auch auf der Frequenz 558 kHz das Programm Radio DDR I, in den Sommermonaten die Ferienwelle.
Nach der Wiedervereinigung übernahm der NDR die Frequenz 657 kHz und strahlte noch bis 1996 das Programm NDR 4 aus. Danach wurde die Sendeanlage stillgelegt und abgebaut.